# Anbō-Waldbahn
| Anbō-Waldbahn                   | Anbō-Waldbahn       |
| ------------------------------- | ------------------- |
| Unterhalts-Zug auf der Waldbahn |                     |
| Streckenlänge:                  | 11,2 + 7,1 km       |
| Spurweite:                      | 762 mm (Schmalspur) |
|                                 |                     |

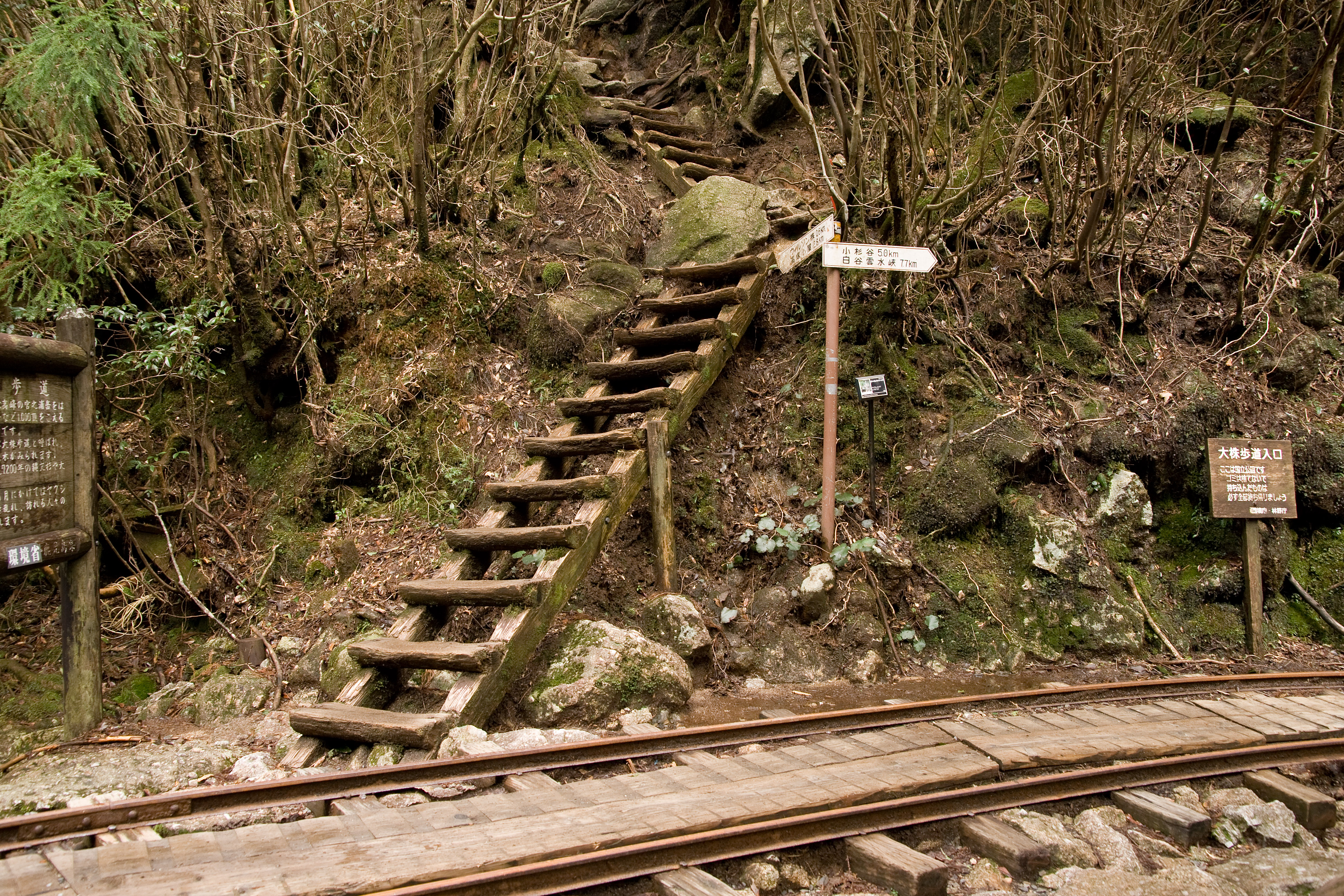
Wanderweg

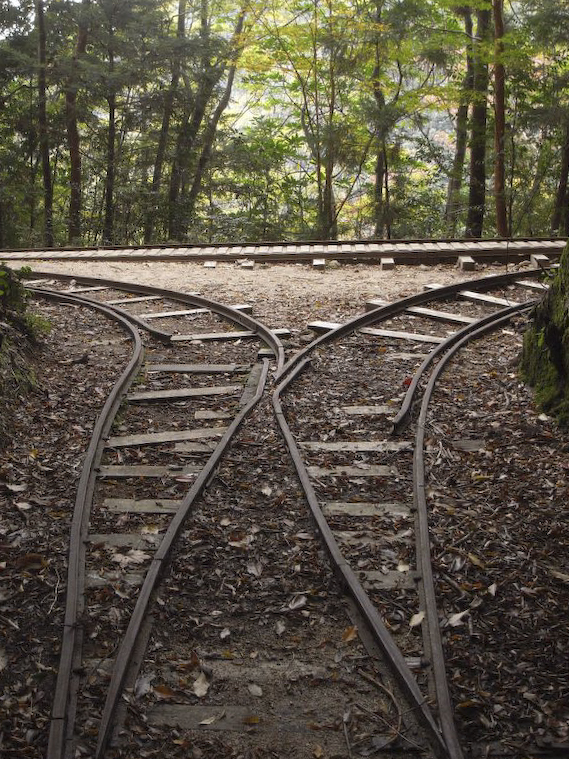
Niousugi-Gleisdreieck

Die Anbō-Waldbahn (japanisch: 安房森林軌道), Awa-Waldbahn (安房森林鉄道) oder Yakushima-Waldbahn (屋久島森林鉄道) ist eine 18,3 Kilometer lange Schmalspur-Waldbahn mit einer Spurweite von 2 Fuß 6 Zoll (762 mm) auf der japanischen Insel Yakushima, von der ein 11,2 km langer Streckenabschnitt noch als Werksbahn genutzt wird.

## Geschichte
Die Hauptstrecke vom Hafen Awa (安房) bis zum Kosugi-Tal wurde 1923 eröffnet. Sie wurde von dem Forstamt Yaku, das dem Forstamt Kumamoto untergeordnet war, betrieben. Seit Mai 1969 wird die Schmalspurbahn nicht mehr zum Transport von Langholz genutzt, sie wird aber noch als Werksbahn eines Wasserkraftwerks eingesetzt. Unter anderem werden damit Fäkalien eines Toilettengebäudes entsorgt. Außerdem werden auf ihr gelegentlich ausgegrabene Baumstümpfe der Yakusugi-Zedern transportiert, die im Handwerk, für die Möbelherstellung und als Baumaterial verwendet werden.
Seit Mai 1969 gibt es nur noch die Hauptstrecke, die Kosugi-Tal-Strecke, die Ishizuka-Strecke und die Aobo-95-Zweigstrecke. Im August 1970 wurde das Büro im  Kosugi-Tal geschlossen. Im Jahr 1971 wurde die Aobo-95-Zweigstrecke und 1975 der Streckenabschnitt von Awa bis zur Baumschule stillgelegt. Daraufhin wurde der Streckenabschnitt von der Baumschule bis zum Arakawa-Gleisdreieck genutzt. 1994  wurde die 3,5 km lange Teilstrecke im Kosugi-Tal abgebaut. Die Ishizuka-Linie wurde aufgrund von Beschädigungen des Gleisbetts stillgelegt.
Die Eisenbahnschienen werden abschnittsweise auch als Wanderweg genutzt. Ein Streckenabschnitt ist allerdings nicht öffentlich zugänglich. Es wird seit etwa 2013 angestrebt, eine Teilstrecke als Touristeneisenbahn zu nutzen.

### Ehemaliges Streckennetz
- Hauptstrecke: Awa-Hafen (安房 貯木所) – Baumschule (苗畑) – Arakawa-Gleisdreieck (荒川分岐点) – Kosugi-Tal (小杉谷): 26,1 km (davon wird noch die 11,2 km lange Teilstrecke von der Baumschule bis zum Arakawa-Gleisdreieck genutzt)
- Kosugi-Tal-Strecke (Aobu-96-Zweigstrecke) (小杉谷線（安房96支線)：6,1 km
- Ishizuka-Strecke (石塚線)：10,2 km
- Kurusho_Strecke (栗生線)：5,5 km
- Aobo-76-Zweigstrecke (安房76支線)：5,0 km
- Aobo-95-Zweigstrecke  (安房95支線)：2,9 km